# Таматоа III
Таматоа III (1757 — 10 липня 1831) — вождь острова Раіатеа, з 1820 року король Раіатеа і Тахаа (острова у складі островів Товариства). Початок правління - 1820 рік, закінчення правління - 1831 рік.
Представник династії Таматоа. 

## Біографія
Принц У'уру, або Ветеа-ра'ї-ауру народився 1757 року. Він був сином принца Тері'і-ві-теараї Рофа'ї та онуком вождя Таматоа II. Під час візиту капітана Джеймса Кука у 1773 році принц У'уру обіймав посаду високого начальника і мав титул Опоа на острові Райатеа. 
Після смерті вождя Таматоа II в 1803 році він правив під ім'ям Таматоа III. Таматоа III провів ряд військових компаній, в результаті яких був захоплений острів Тахаа. У 1820 році він проголосив себе королем Раіатеа та Тахаа. 
Помер Таматоа ІІІ 10 липня 1831 року. Йому успадкував його онук принц Моє-Тереї Тіно-руа Те-арії Нохо-раї, який правив під ім'ям Таматоа IV.